# Ermesinda de Luxemburgo
Ermesinda de Luxemburgo (ca. 1080 - 24 de junio de 1143) fue una noble alemana de los siglos XI-XII que heredó los condados de Luxemburgo y de Longwy y que renunció a ellos en favor de su hijo Enrique IV de Luxemburgo. Es conocida principalmente porque hizo varias donaciones a iglesias y monasterios y al final de su vida, se retiró a un monasterio.

## Vida
Era hija del conde Conrado I de Luxemburgo y de su esposa Clemencia de Aquitania. Después de la muerte de su sobrino Conrado II de Luxemburgo en 1136, no había varones supervivientes en la Casa de las Ardenas y heredó los condados de Luxemburgo y Longwy. Sin embargo, ella inmediatamente abdicó a favor de su hijo Enrique IV de Luxemburgo y nunca gobernó.
Es conocida principalmente porque hizo varias donaciones a iglesias y monasterios. Hacia el final de su vida, se retiró a un monasterio.

## Primer matrimonio
En 1096 se casó con Alberto de Moha (c. 1065 - 24 de agosto de 1098), conde de Dagsburg, de Eguisheim, de Metz y de Moha, y vogt de Altorf. Este era su segundo matrimonio, ya que antes había estado casado con Heilwig de Eguisheim.
Alberto y Ermesinda, de este matrimonio, tuvieron varios hijos:
- un hijo llamado Hugh, que más tarde sucedería a su padre.
- Matilda (fall. después de 1157), que se casó con el conde Folmar de Metz y Hombourg, que en 1135 fundó la abadía de Beaupré, en Moncel.
- Hija de nombre desconocido, casada con un conde Aiulf, que solo se conoce por una escritura de 1124, en la que Ermesinda llama a su nieto Eberhard «hijo del conde Aiulf».

## Segundo matrimonio
En 1109, Ermesinda se volvió a casar con Godofredo de Namur , hijo mayor de Alberto III de Namur. Este era también fue su segundo matrimonio, ya que había estado casado con Sibila de Porcien. Tenía dos hijas de su primer matrimonio; que terminó en divorcio en 1104, cuando Sibila estaba embarazada de su amante Engelram I de Coucy.
Godofredo y Ermesinda tuvieron juntos los siguientes hijos:
- Alberto (f. después de 1125);
- Enrique, que fue conde de Luxemburgo como Enrique IV y conde de Namur como Enrique I;
- Clemencia, casada con el duque Conrado I de Zähringen;
- Beatriz (ca. 1115-1160), casada con el conde Ithier de Rethel;
- Adelaida (1124 - finales de julio de 1169), casada con el conde Balduino IV de Hainaut;

| Predecesor: Conrado II de Luxemburgo | Condesa de Luxemburgo 1136-1136 | Sucesor: Enrique IV de Luxemburgo |